# Australia en los Juegos Olímpicos de Seúl 1988
Australia estuvo representada en los Juegos Olímpicos de Seúl 1988 por un total de 252 deportistas que compitieron en 24 deportes.  
El portador de la bandera en la ceremonia de apertura fue el jugador de hockey sobre hierba Ric Charlesworth.

## Medallistas
El equipo olímpico australiano obtuvo las siguientes medallas:
| Nombre                                                 | Deporte             | Competición            |
| ------------------------------------------------------ | ------------------- | ---------------------- |
| Oro                                                    |                     |                        |
| Debbie Flintoff-King                                   | Atletismo           | 400 m vallas F         |
| Equipo                                                 | Hockey sobre hierba | Torneo F               |
| Duncan Armstrong                                       | Natación            | 200 m libre M          |
| Plata                                                  |                     |                        |
| Lisa Martin                                            | Atletismo           | Maratón F              |
| Grahame Cheney                                         | Boxeo               | Superligero (64 kg)    |
| Martin Vinnicombe                                      | Ciclismo en pista   | 1000 m contrarreloj M  |
| Dean Woods                                             | Ciclismo en pista   | Persecución ind. M     |
| Duncan Armstrong                                       | Natación            | 400 m libre M          |
| Grant Davies                                           | Piragüismo          | K1 1000 m M            |
| Bronce                                                 |                     |                        |
| Gary Neiwand                                           | Ciclismo en pista   | Velocidad ind. M       |
| Dean Woods Brett Dutton Stephen McGlede Wayne McCarney | Ciclismo en pista   | Persecución por eqs. M |
| Julie McDonald                                         | Natación            | 800 m libre F          |
| Peter Foster Kelvin Graham                             | Piragüismo          | K2 1000 m M            |
| Elizabeth Smylie Wendy Turnbull                        | Tenis               | Dobles F               |